# Operation Husky - Slagorden
Operation Husky – Slagorden er en liste over de deltagne enheder under felttoget på Sicilien,
10. juli – 17. august 1943.

## Allierede styrker
- Allied Forces Headquarters - Mediterranean
 Ledet af general Dwight D. Eisenhower
- Allied Naval Forces – Mediterranean
 Ledet af admiral Andrew Cunningham
  - Western Naval Task Force
 Ledet af viceadmiral H.K. Hewitt
  - Eastern Naval Task Force
 Ledet af viceadmiral B.L. Ramsay

### Allierede15th Army Group(15. armégruppe)
Under ledelse af general Sir Harold Alexander.

#### Amerikanske7th Army(7. armé)
Ledet af generalløjtnant George Smith Patton.
- 1st Ranger Battalion (1. Ranger bataljon)
- 3rd Ranger Battalion (3. Ranger bataljon)
- 4th Ranger Battalion (4. Ranger bataljon)
- 70th Tank Battalion (70. tankbataljon)
- 753th Tank Battalion (753. tankbataljon)
- 39th Engineer Regiment (39. ingeniørregiment)
- 540th Engineer Regiment (540. ingeniørregiment)
- 5th Armored Artillery Group (5. pansere artillerigruppe)
  - 58th Armored Field Artillery Battalion (58. pansere feltartilleribataljon)
  - 62th Armored Field Artillery Battalion (58. pansere feltartilleribataljon)
  - 65th Armored Field Artillery Battalion (58. pansere feltartilleribataljon)
- 17th Artillery Regiment (17. artilleriregiment)
- 36th Artillery Regiment (36. artilleriregiment)
- 77th Artillery Regiment (77. artilleriregiment)
- 178th Artillery Regiment (178. artilleriregiment)
- Frie franske 4. marokkanske Tabor

##### AmerikanskeII Corps(2. korps)
Ledet af generalløjtnant Omar Nelson Bradley.
- U.S. 1st Infantry Division (1. infanteridivision)
Oprindeligt ledet af generalmajor Terry de la Mesa Allen. Han blev efterfulgt af generalmajor Clarence R. Huebner den 7. august.
  - 16th Infantry Regiment (16. infanteriregiment)
  - 18th Infantry Regiment (18. infanteriregiment)
  - 26th Infantry Regiment (26. infanteriregiment)
  - 5th Field Artillery Battalion (5. feltartilleribataljon)
  - 7th Field Artillery Battalion (7. feltartilleribataljon)
  - 32d Field Artillery Battalion (32. feltartilleribataljon)
  - 33d Field Artillery Battalion (33. feltartilleribataljon)
  - 1st Engineer Combat Battalion (1. kampingeniørbataljon)
  - 1st Reconnaissance Troop (1. rekognoscering)

- U.S. 9th Infantry Division (9. infanteridivision)
Ledet af generalmajor Manton Sprague Eddy.
  - 39th Infantry Regiment (39. infanteriregiment)
  - 47th Infantry Regiment (47. infanteriregiment)
  - 60th Infantry Regiment (60. infanteriregiment)
  - 26th Field Artillery Battalion (26. feltartilleribataljon)
  - 34th Field Artillery Battalion (34. feltartilleribataljon)
  - 60th Field Artillery Battalion (60. feltartilleribataljon)
  - 84th Field Artillery Battalion (84. feltartilleribataljon)
  - 15th Engineer Combat Battalion (12. kampingeniørbataljon)
  - 42nd Anti-Aircraft Battalion (42. luftskytsbataljon)
  - 9th Reconnaissance Troop (9. rekognoscering)

- U.S. 45th Infantry Division (45. infanteridivision)
Ledet af generalmajor Troy Houston Middleton.
  - 157th Infantry Regiment (157. infanteriregiment)
  - 179th Infantry Regiment (179. infanteriregiment)
  - 180th Infantry Regiment (180. infanteriregiment)
  - 89th Field Artillery Battalion (89. feltartilleribataljon)
  - 158th Field Artillery Battalion (158. feltartilleribataljon)
  - 160th Field Artillery Battalion (160. feltartilleribataljon)
  - 171st Field Artillery Battalion (171. feltartilleribataljon)
  - 120th Engineer Combat Battalion (120. kampingeniørbataljon)
  - 45th Reconnaissance Troop (45. rekognoscering)

##### AmerikanskeProvisional Corps(Provinsielle korps)
Ledet af generalmajor Geoffrey Keyes.
- U.S. 2d Armored Division (2. panseredivision)
Ledet af generalmajor Hugh J. Gaffey.
  - Combat Command A (Kampkommando A)
  - Combat Command B (Kampkommando B)
  - 41st Armored Infantry Regiment (66. pansere infanteriregiment)
  - 66th Armored Regiment (66. pansere regiment)
  - 67th Armored Regiment (67. pansere regiment)
  - 14th Armored Field Artillery Battalion (14. pansere feltartilleribataljon)
  - 78th Armored Field Artillery Battalion (78. pansere feltartilleribataljon)
  - 92d Armored Field Artillery Battalion (92. pansere feltartilleribataljon)
  - 17th Armored Engineer Battalion (17. pansere ingeniørbataljon)
  - 82d Armored Reconnaissance Battalion (82. pansere rekognosceringsbataljon)

- U.S. 3d Infantry Division (3. infanteridivision)
Ledet af generalmajor Lucian King Truscott, Jr.
  - 7th Infantry Regiment (7. infanteriregiment)
  - 15th Infantry Regiment (15. infanteriregiment)
  - 30th Infantry Regiment (30. infanteriregiment)
  - 9th Field Artillery Battalion (9. feltartilleribataljon)
  - 10th Field Artillery Battalion (10. feltartilleribataljon)
  - 39th Field Artillery Battalion (39. feltartilleribataljon)
  - 41st Field Artillery Battalion (41. feltartilleribataljon)
  - 10th Engineer Combat Battalion (10. kampingeniørbataljon)

- U.S. 82nd Airborne Division (82. luftbårne division)
Ledet af generalmajor Matthew Bunker Ridgway. 509th Parachute Battalion blev holdt i reserven og kom aldrig i kamp.
  - 504th Parachute Infantry Regiment (504. faldskærms infanteriregiment)
  - 505th Parachute Infantry Regiment (505. faldskærms infanteriregiment)
  - 325th Glider Infantry Regiment (325. svæveflys infanteriregiment)
  - 376th Parachute Field Artillery Battalion (376. faldskærms feltartilleribataljon)
  - 456th Parachute Field Artillery Battalion (456. faldskærms feltartilleribataljon)
  - 319th Glider Field Artillery Battalion (319. svæveflys feltartilleribataljon)
  - 320th Glider Field Artillery Battalion (320. svæveflys feltartilleribataljon)
  - 307th Airborne Engineer Battalion (307. luftbårne ingeniørbataljon)
  - 80th Airborne Anti-Aircraft Battalion (80. luftbårne luftskytsbataljon)

#### Britiske8th Army(8. armé)
Ledet af general Bernard Law Montgomery.
Den britiske 46th Infantry Division var en flyende reserve, men deltog ikke i felttoget på Sicilien.
*British Number 2 SAS Paratroop Battalion (2. Special Air Service faldskærmsbataljon)
- British Number 3 Commando Battalion (3. Commando bataljon)
- British Number 40 Royal Marine Commando Battalion (40. Royal Marine Commando bataljon)
- British Number 41 Royal Marine Commando Battalion (41. Royal Marine Commando bataljon)
- 3 kompagnier fra 2nd/7th Battalion, The Middlesex Regiment (Duke of Cambridge's Own) (2./7. bataljon, Middlesex regimentet, Hertugen af Cambridges egen)
- 2nd/4th Battalion, The Hampshire Regiment (2./4. bataljon, Hampshire regimentet)
- 1st Battalion, The Argyll and Sutherland Highlanders (1. bataljon, Argyll og Sutherland højlænderne)
- 2nd Battalion, The Highland Light Infantry (2. bataljon, Lette højland infanteriet)
- 1st Battalion, The Welch Regiment (1. bataljon, Welch regimentet)
- 7th Battalion, Royal Marines (7. bataljon, Royal Marines)

##### BritiskeXIII Corps(13. korps)
Ledet af generalløjtnant Miles Dempsey.
- 105th Anti-Tank Regiment, Royal Artillery (105. anti-tank regiment)
- 6th Army Group, Royal Artillery (6. armégruppe)
  - 24th Armoured Field Regiment, Royal Artillery (24. pansere feltregiment)
  - 98th Armoured Field Regiment, Royal Artillery (98. pansere feltregiment)
  - 111th Field Regiment, Royal Artillery (111. feltregiment)
  - 66th Medium Regiment, Royal Artillery (66. mediumregiment)
  - 75th Medium Regiment, Royal Artillery (75. mediumregiment)
  - 80th Medium Regiment, Royal Artillery (80. mediumregiment)

- Britiske 5th Infantry Division (5. infanteridivision)
Ledet af generalmajor Horatio Pettus Mackintosh Berney-Ficklin (senere erstattet af Gerard Bucknall).
  - 13th Infantry Brigade (13. infanteribrigade)
  - 15th Infantry Brigade (15. infanteribrigade)
  - 17th Infantry Brigade (17. infanteribrigade)
  - 91st Field Regiment, Royal Artillery (91. feltregiment)
  - 92nd Field Regiment, Royal Artillery (92. feltregiment)
  - 156th Field Regiment, Royal Artillery (156. feltregiment)
  - 52nd Anti-Tank Regiment, Royal Artillery (52. anti-tank regiment)
  - 18th Light Anti Aircraft Regiment, Royal Artillery (18. lette anti-luftskyts regiment)
  - 7th Battalion, The Cheshire Regiment (7. bataljon, Cheshire regimentet)

- Britiske 50th (Northumbrian) Infantry Division (50. (Northumbriske) infanteridivision)
Ledet af generalmajor Sidney Kirkman.
  - 69th Infantry Brigade (69. infanteribrigade)
  - 151st Infantry Brigade (151. infanteribrigade)
  - 168th Infantry Brigade (168. infanteribrigade)
  - 74th Field Regiment, Royal Artillery (74. feltregiment)
  - 90th Field Regiment, Royal Artillery (90. feltregiment)
  - 124th Field Regiment, Royal Artillery (124. feltregiment)
  - 102nd (Northumberland Hussars) Anti-Tank Regiment, Royal Artillery (102. anti-tank regiment)
  - 25th Light Anti-Aircraft Regiment, Royal Artillery (25. lette anti-luftskyts regiment)
  - 2nd Battalion, The Cheshire Regiment (Machinegun) (2. bataljon, Cheshire regimentet)

- Britiske 78th Infantry Division (78. infanteridivision)
Ledet af generalmajor Vyvyan Evelegh.
  - 11th Infantry Brigade (11. infanteribrigade)
  - 36th Infantry Brigade (36. infanteribrigade)
  - 38th Infantry Brigade (38. infanteribrigade)
  - 17th Field Regiment, Royal Artillery (17. feltregiment)
  - 132nd Field Regiment, Royal Artillery (132. feltregiment)
  - 138th Field Regiment, Royal Artillery (138. feltregiment)
  - 64th Anti-Tank Regiment, 142nd Field Regiment, Royal Artillery (64. anti-tankregiment)
  - 49th Light Anti-Aircraft Regiment, Royal Artillery (49. lette anti-luftskytsregiment)
  - 1st Battalion, Kensington Regiment (Princess Louise's) (1. bataljon, Kensington regiment, Prinsesse Louises)

- Britiske 1st Airborne Division (1. luftbårne division)
Ledet af generalmajor George F. Hopkinson. Deltog ikke som en division.
  - 1st Airlanding Brigade (1. luftlandingsbrigade)
  - 1st Parachute Brigade (1. faldskærmsbrigade)
  - 1st Airlanding Light Regiment, Royal Artillery (1. luftlandings lette regiment)

- Britiske 4th Armoured Brigade (4. pansere brigade)
  - 3rd County of London Yeomanry (The Sharpshooters)
  - 44th Royal Tank Regiment (44. kongelige tank regiment)
  - A Squadron, 1st (Royal) Dragoons

##### BritiskeXXX Corps(30. korps)
Ledet af generalløjtnant Sir Oliver Leese.
- 73rd Anti-Tank Regiment, Royal Artillery (73. anti-tankregiment)
- 5th Army Group, Royal Artillery (5. armégruppe)
  - 57th Field Regiment, Royal Artillery (57. feltregiment)
  - 58th Field Regiment, Royal Artillery (58. feltregiment)
  - 78th Field Regiment, Royal Artillery (78. feltregiment)
  - 7th Medium Regiment, Royal Artillery (7. mediumregiment)
  - 64th Medium Regiment, Royal Artillery (64. mediumregiment)
  - 70th Medium Regiment, Royal Artillery (70. mediumregiment)
  - 11th (Honourable Artillery Company) Royal Horse Artillery (11. kongelige hesteartilleri)
  - 142nd Armoured Field Regiment, Royal Artillery (142. pansere feltregiment)

- 1st Canadian Infantry Division (1. canadiske infanteridivision)
Ledet af generalmajor Guy Granville Simonds.
  - 1st Canadian Infantry Brigade (1. canadiske infanteribrigade)
    - The Royal Canadian Regiment
    - Hastings and Prince Edward Regiment
    - 48th Highlanders of Canada

  - 2nd Canadian Infantry Brigade (2. canadiske infanteribrigade)
    - Princess Patricia's Canadian Light Infantry
    - Seaforth Highlanders of Canada
    - Loyal Edmonton Regiment

  - 3rd Canadian Infantry Brigade (3. canadiske infanteribrigade)
    - Royal 22e Régiment
    - Carleton and York Regiment
    - West Nova Scotia Regiment

  - 1st Field Regiment, Royal Canadian Horse Artillery (1. feltregiment)
  - 2nd Field Regiment, Royal Canadian Artillery (2. feltregiment)
  - 3rd Field Regiment, Royal Canadian Artillery (3. feltregiment)
  - 1st Battalion, The Saskatoon Light Infantry (Machine Gun) (1. bataljon)
  - 1st Anti-Tank Regiment, Royal Canadian Artillery (1. anti-tankregiment)
  - 2nd Light Anti-Tank Regiment, Royal Canadian Artillery (2. lette anti-tankregiment)
  - 4th Reconnaissance Regiment (4th Princess Louise Dragoon Guards) (4. rekognosceringsregiment)

- 1st Canadian Army Tank Brigade (1. canadiske armé tank brigade)
  - 11th Armoured Regiment (The Ontario Regiment) (11. pansere regiment (Ontario regimentet)
  - 12th Armoured Regiment (The Three Rivers Regiment) (12. pansere regiment (De tre floders regimentet)
  - 14th Armoured Regiment (The Calgary Regiment) (14. pansere regiment (Calgary regimentet)

- Britiske 51st (Highland) Infantry Division (51. (højland) infanteridivision)
Ledet af generalmajor Douglas Wimberley.
  - 152nd Infantry Brigade (152. infanteribrigade)
  - 153rd Infantry Brigade (153. infanteribrigade)
  - 154th Infantry Brigade (154. infanteribrigade)
  - 126th Field Regiment, Royal Artillery (126. feltregiment)
  - 127th Field Regiment, Royal Artillery (127. feltregiment)
  - 128th Field Regiment, Royal Artillery (128. feltregiment)
  - 61st Anti-Tank Regiment, Royal Artillery (31. anti-tank regiment)
  - 40th Light Anti-Aircraft Regiment, Royal Artillery (40. lette anti-luftskytsregiment)
  - 1st/7th Battalion, The Middlesex Regiment (Duke of Cambridge's Own) (1./7. bataljon, Middlesex regimentet, Hertugen af Cambridges egen)

- Britiske 23rd Armoured Brigade (23. panserebrigade)
Dele var i andre enheder. Kæmpede aldrig som en brigade på Sicilien.
  - 50th Royal Tank Regiment (50. kongelige tankregiment)
  - (Dele) 46th Royal Tank Regiment (46. kongelige tankregiment)

- Britiske 231st Infantry Brigade (231. infanteribrigade)
  - 2nd Battalion, The Devonshire Regiment (2. bataljon)
  - 1st Battalion, The Dorset Regiment (1. bataljon)
  - 1st Battalion, The Hampshire Regiment (1. bataljon)
  - 165th Field Regiment, Royal Artillery (165. feltregiment)

## Aksemagterne

### Kommandoen for væbnede styrker
Ledet af General d'Armata Alfredo Guzzoni

#### Tyskland

##### XIV Panzer korps
Ledet af general Hans-Valentin Hube.
- 1. faldskærmsdivision
Ledet af generalløjtnant Richard Heidrich. 1. faldskærmsregiment blev holdt i reserve ved Napoli.
  - 3. faldskærmsregiment
  - 4. faldskærmsregiment
  - 1. faldskærmsmaskinevægersbataljon
  - 1. faldskærmsfeltartilleriregiment
  - 1. faldskærmspionerbataljon

- 15. "Panzergrenadier" division
Ledet af generalmajor Eberhard Rodt fra 5. juni.
  - 215. Panzer bataljon
  - 104. "Panzergrenadier" regiment
  - 115. "Panzergrenadier" regiment
  - 129. "Panzergrenadier" regiment
  - 33. artilleriregiment
  - 315. antiluftskyts bataljon
  - 33. pionerbataljon

- 29. "Panzergrenadier" division
Ledet af generalmajor Walter Fries.
  - 129. Panzer bataljon
  - 15. "Panzergrenadier" regiment
  - 71. "Panzergrenadier" regiment
  - 29. artilleriregiment
  - 313. antiluftskyts bataljon

- Tyske Luftwaffe Panzer division Hermann Göring
Ledet af generalløjtnant Paul Conrath.
  - 1. "Panzergrenadier" regiment "Hermann Göring"
  - Panzer regiment "Hermann Göring"
    - 1. Panzer bataljon "Hermann Göring"
    - 2. Panzer bataljon "Hermann Göring"

  - Panzer rekognosceringsbataljon "Hermann Göring"
  - Panzer artilleriregiment "Hermann Göring"
  - Panzer pionerbataljon "Hermann Göring"
  - Anti-luftskyts regiment "Hermann Göring"

- 382. "Panzergrenadier" regiment
- 926. fæstningsnataljon

#### Italien
Tekst mangler, hjælp os med at skrive teksten

#### Italienske 6. armé
Ledet af general d'Armata Alfredo Guzzoni.

##### Italienske XII korps
Ledet af general Mario Arisio.
- Italienske 26. "Assietta" bjergdivision
Ledet af general Francesco Scotti, efterfulgt af general Ottorino Schreiber den 26. juli.
  - 29. infanteriregiment
  - 30. infanteriregiment
  - 17. "Sortskjorte" bataljon
  - 25. artilleriregiment
  - CXXVI mortérbataljon
  - Ingeniørbataljon

- Italienske 28. "Aosta" infanteridivision
Ledet af general Giacomo Romano.
  - 5. infanteriregiment
  - 6. infanteriregiment
  - 171. "Sortskjorte" bataljon
  - 22. artilleriregiment
  - XXVIII mortérbataljon
  - Ingeniørbataljon

- 202. kystdivision
  - 120. kystinfanteriregiment
  - 137. kystinfanteriregiment
  - 142. kystinfanteriregiment
  - 43. artilleribataljongruppe

- 207. kystdivision
  - 124. kystinfanteriregiment
  - 138. kystinfanteriregiment
  - 139. kystinfanteriregiment
  - 51. artilleribataljongruppe

- 208. kystdivision
  - 133. kystinfanteriregiment
  - 28. artilleribataljongruppe

##### Italienske XVI korps
Ledet af general Carlo Rossi.
- Italienske 4. "Livorno" motoriserede infanteridivision (var oprindeligt en reserve[1])
Ledet af general Domenico Chirieleison.
  - 33. infanteriregiment
  - 34. infanteriregiment
  - 28. artilleriregiment
  - 3 luftskytsbataljoner
  - Ingeniørbataljon

- Italienske 54. "Napoli" infanteridivision
Ledet af general Giulio Cesare Gotti Porcinari.
  - 75. infanteriregiment
  - 76. infanteriregiment
  - 173. "Sortskjorte" bataljon
  - 54. artilleriregiment

- 206. kystdivision
  - 121. kystinfanteriregiment
  - 122. kystinfanteriregiment
  - 123. kystinfanteriregiment
  - 303. infanteriregiment
  - 44. artilleribataljongruppe

- 213. kystdivision
  - 4. infanteriregiment
  - 120. infanteriregiment
  - 140. kystinfanteriregiment
  - 22. artilleribataljongruppe
- 18. kystbrigade
- 19. kystbrigade

Forskellige italienske enheder
- 10. "Bersaglieri" infanteriregiment
- 177. "Bersaglieri" infanteriregiment
- 185. infanteriregiment
- 230. pansere bataljon
- 51. "Bersaglieri" bataljon
- 58. "Bersaglieri" bataljon
- 19. "Sortskjorte" infanteribataljon
- Mobile gruppe A, pansere bataljon
- Mobile gruppe B, pansere bataljon
- Mobile gruppe C, pansere bataljon
- Mobile gruppe D, pansere bataljon
- Mobile gruppe E, pansere bataljon
- Mobile gruppe F, pansere bataljon
- Mobile gruppe G, infanteri bataljon
- Mobile gruppe H, anti-tank bataljon
- Taktiske gruppe "Carmito" (pansere bataljon)
- Taktiske gruppe "Barcellona" (anti-tank bataljon)
- 12. maskinegeværsbataljon
- 112. maskinegeværsbataljon
- 23. kavaleri (fod) bataljon
- 1. "Palermitani" kavaleribataljon
- 12. artilleriregiment
- 40. artilleriregiment
- 16. panserværnsbataljon
- 104. panserværnsbataljon
- 119. kystinfanteriregiment
- 134. kystinfanteriregiment
- 135. kystinfanteriregiment
- 136. kystinfanteriregiment
- 143. kystinfanteriregiment
- 146. kystinfanteriregiment
- 147. kystinfanteriregiment
- 178. kystinfanteriregiment
- 179. kystinfanteriregiment
- 372. kystinfanteribataljon